# Omemo

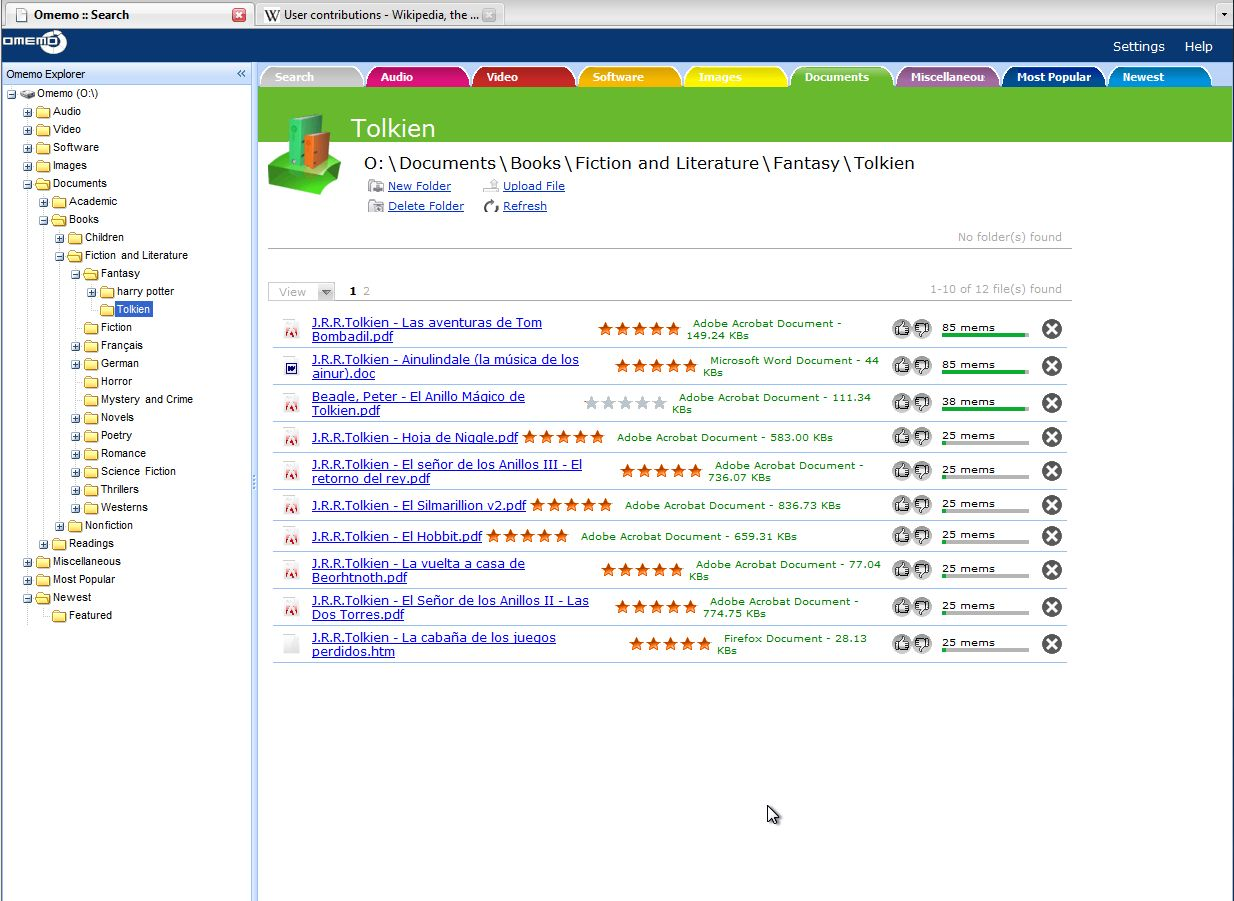

Omemo es un sistema de intercambio de archivos lanzado por la firma española MP2P Technologies en el cual el usuario, después de instalar el programa, asignará un espacio de su disco duro para compartirlo con el resto de usuarios de la aplicación en cualquier parte del planeta. De esta forma se crea un soporte virtual donde almacenar datos a nivel mundial, permitiendo usar ese espacio como unidad local -ya que aparecerá como una unidad externa- y como unidad global donde podemos trabajar con la información depositada en este espacio y en los respectivos ordenadores de los usuarios de esta aplicación.
La ventaja de la asignación de un espacio del disco duro para compartir información es que, aunque el usuario se desconecte, los datos seguirán disponibles en el disco global, por lo que habrá una mayor disponibilidad de ficheros, algo que no ocurre en las redes P2P convencionales.
Además de las características mencionadas, Omemo nos permite calificar el contenido de los archivos. De tal modo que si votamos uno de forma negativa, Omemo borrará éste virtualmente y no lo volveremos a ver.